# Вороново (Сямженский район)
Вороново — деревня в Сямженском районе Вологодской области.
Входит в состав Режского сельского поселения, с точки зрения административно-территориального деления — в Режский сельсовет.
Расстояние по автодороге до районного центра Сямжи — 33,7 км, до центра муниципального образования Копылова — 9,3 км. Ближайшие населённые пункты — Погорелец, Слободка, Рассохино.
По переписи 2002 года население — 11 человек.